# Francis Goldsmid
Pour les articles homonymes, voir Goldsmid.
Sir Francis Henry Goldsmid (1er mai 1808, Londres - 2 mai 1878), 2e baronnet (en), est un homme politique britannique.

## Biographie
Fils de Sir Isaac Lyon Goldsmid, il est admis à Lincoln's Inn en 1833, devient barrister et est nommé Conseil de la Reine en 1858.
Il est membre de la Chambre des communes de 1860 à 1878.
Goldsmid Road à Reading est nommé en son honneur.

## Sources
- (en) Cet article est partiellement ou en totalité issu de l’article de Wikipédia en anglais intitulé « Francis Goldsmid » (voir la liste des auteurs).